# نیوهال، چشر
نیوهال (به انگلیسی: Newhall) یک روستا و محله مدنی در بریتانیا است که در چشر شرقی واقع شده‌است. نیوهال ۷۷۶ نفر جمعیت دارد.